# Tomáš Valík
Tomáš Valík (22. prosince 1964 Opava – 8. října 2016) byl český herec.

## Kariéra
V roce 1987 se jako mladý objevil ve filmu Copak je to za vojáka…. Hrál dále i v dalších známých filmech či seriálech, ke kterým patří Dobří holubi se vracejí, Princezna Fantaghiró, O Janovi a podivuhodném příteli či Ulice, kde ztvárňoval roli Richarda Zajíčka.

## Filmografie
- 1987 – Copak je to za vojáka…
- 1988 – Dobří holubi se vracejí
- 1988 – Čekání na Patrika
- 1989 – Uzavřený okruh
- 1989 – Smrt v kruhu (TV film)
- 1989 – Evropa tančila valčík
- 1990 – O Janovi a podivuhodném příteli (TV film)
- 1991 – Princezna Fantaghiró (TV film)
- 1992 – Princezna Fantaghiró 2 (TV film)
- 1992 – Ariadnina nit
- 1992 – Lady Macbeth von Mzensk
- 1993 – Catherine Courage (TV film)
- 1994 – Řád
- 1999 – Byl jednou jeden polda III – Major Maisner a tančící drak
- 2001 – Člověk v ZOO
- 2001 – Muž, který vycházel z hrobu (TV film)
- 2002 – Borůvkový vrch (TV film)
- 2002 – Udělení milosti se zamítá (TV film)
- 2003 – Hodina tance a lásky (TV film)
- 2003 – I ve smrti sami (TV film)
- 2003 – Nezvěstný (TV film)
- 2004 – Krev zmizelého
- 2004 – Všichni musí zemřít (TV film)
- 2005 – Černá karta (TV film)
- 2005 – Milovníci aneb Naprosto nevydařené rande (TV film)
- 2005 – Živnostník
- 2006 – O malíři Adamovi (TV film)

### TV seriály
- Fabrika na oficíry (1989)
- Území bílých králů (1991)
- Pojišťovna štěstí (2004)
- Rodinná pouta (2004)
- Krev zmizelého (2006)
- Ulice (2007–2016)
- Četnické humoresky (2007) – epizoda Havrani (epizodní role)
- Kriminálka Anděl (2012) (epizodní role)